# William Jaggard
William Jaggard (ca. 1568 – November 1623) war ein Drucker und Herausgeber in der Zeit von Königin Elisabeth und Jakob I. Er ist vor allem bekannt für seine Beziehung zu den frühen Druckausgaben der Werke von William Shakespeare, insbesondere der First Folio.

## Leben und Werk
Er war der Sohn von John Jaggard, einem Londoner Bader. Der alte Jaggard war bereits verstorben, als sein Sohn am Michaelistag, dem 29. September 1584 eine Lehre bei dem Drucker Henry Denham begann. William Jaggard wurde am 6. Dezember 1591 ein Vollmitglied ("freeman") der Stationers Company. Mit der Zeit wurde Jaggard einer der einflussreichsten Stationer seiner Zeit. Er erwarb das Recht, Playbills (Programmhefte) zur drucken und aufgrund einer königlichen Vollmacht aus dem Jahre 1604 war er der einzige Drucker, der Ausgaben der Zehn Gebote drucken durfte. Er erhielt somit eine Monopolstellung gegenüber den Kirchengemeinden. 1610 wurde er zum "Printer to the City of London" ernannt. Als die Stationer entschieden, einen Katalog aller englischen Bücher der Jahre 1618–19 zu erstellen, erhielt Jaggard den Zuschlag. William Jaggards Bruder John Jaggard war ebenfalls ein Drucker und Buchhändler und besaß das Copyright für den Druck der Essays von Sir Francis Bacon. John besorgte die Ausgaben der Essays in den Jahren 1606, 1612 und 1613. Diese wurden von seinem Bruder William gedruckt. William Jaggard produzierte eine Vielzahl verschiedener Druckerzeugnisse. So veröffentlichte er Edward Topsells The History of Four-Footed Beasts (1607) und The History of Serpents (1608). Topsells Bücher sind bekannt für ihre hervorragende Qualität und zeigen, dass Jaggard entgegen der verbreiteten Annahme durchaus in der Lage war, handwerklich sehr hochwertige Drucke herzustellen. Jaggards Bücher wurden oft von dem Buchhändler Matthew Lownes angeboten. Dieser hatte sein Geschäft im St Paul’s Churchyard, dem Zentrum des Londoner Buchhandels. Nach seinem Tod übernahm sein Sohn Isaac das Geschäft des Vaters im Jahre 1623.

## Beziehungen zum Werk von Shakespeare
1608 erwarb Jaggard den Nachlass des älteren James Roberts, einem Drucker mit engen Beziehungen zum Werk Shakespeares. Roberts druckte im Jahre 1600 das zweite Quarto von Titus Andronicus für den Händler Edward White und das erste Quarto von Merchant of Venice für Thomas Heyes. Er besorgte den Druck des zweiten Quartos von Hamlet für Nicholas Ling im Jahre 1604. Roberts besaß auch die Konzession für den Druck der "Handbills" (Werbeflyer) mit denen die elisabethanischen Schauspielgruppen für ihre Aufführungen warben. Jaggard strebe nach diesem Monopol, erhielt es aber erst im Jahre 1615. Jaggards über 20 Jahre reichendes Engagement für das Werk Shakespeares begann mit der Veröffentlichung der Shakespeare zugeschriebenen Sammlung The Passionate Pilgrim im Jahre 1599. Jaggard druckte eine erweiterte Version im Jahre 1612. 1619 war Jaggard an der sogenannten False Folio Affaire beteiligt. In den Jahren 1621–23 war seine Druckerei mit der Herstellung der First Folio befasst. Aufgrund der Aktivitäten Jaggards im Falle von The Passionate Pilgrim und der "False Folio", haben sich viele Gelehrte gefragt, wieso John Heminges und Henry Condell, zwei Mitglieder der King’s Men, die die Texte für die First Folio zusammenstellten, gerade Jaggard für die Druckausgabe der First Folio auswählten. Man vermutet üblicherweise, dass nur Jaggards Unternehmen einer so großen Aufgabe gewachsen war.

## Vermächtnis
William Jaggards Gesundheitszustand verschlechterte sich im letzten Jahrzehnt seines Lebens zunehmend. Möglicherweise litt er an den Folgen von Syphilis und ihrer Behandlung. Bei der Herstellung der First Folio war er blind und so gebrechlich, dass sein Sohn Isaac das Geschäft übernahm. Der alte Jaggard starb im November 1623, einen Monat vor der Veröffentlichung der First Folio.